# Glenn Andrews

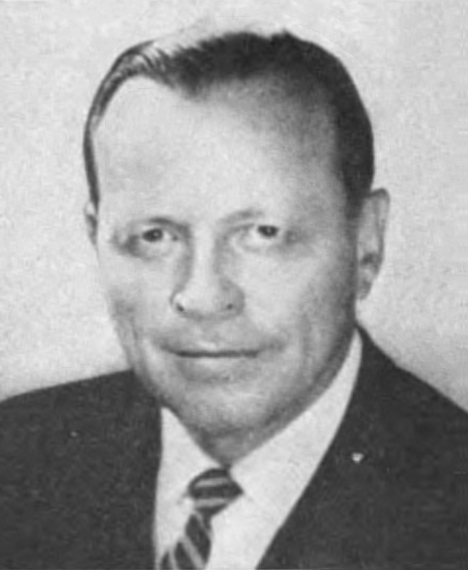
Glenn Andrews

Arthur Glenn Andrews (* 15. Januar 1909 in Anniston, Alabama; † 25. September 2008 ebenda) war ein US-amerikanischer Politiker der Republikanischen Partei.
Glenn Andrews besuchte zunächst die öffentlichen Schulen in Birmingham, später dann die Phillips High School und die Mercersburg Academy. 1931 schloss er sein Studium an der Princeton University mit dem Bachelor ab. Danach arbeitete er für die National City Bank of New York, IBM und eine Tochtergesellschaft von Eastman Kodak.
1956 kandidierte er, damals noch als Mitglied der Demokraten, für einen Sitz im Repräsentantenhaus von Alabama. 1958 erfolgte seine Kandidatur für das Amt des Secretary of State, die ebenfalls erfolglos blieb. 1964 wurde er nach einem Parteiwechsel für die Republikaner ins Repräsentantenhaus der Vereinigten Staaten gewählt, dem er vom 3. Januar 1965 bis zum 3. Januar 1967 angehörte. Sein Versuch der Wiederwahl scheiterte ebenso wie eine erneute Kandidatur 1970. 1973 bis 1985 arbeitete er am Konkursgericht.